# Rheurdt

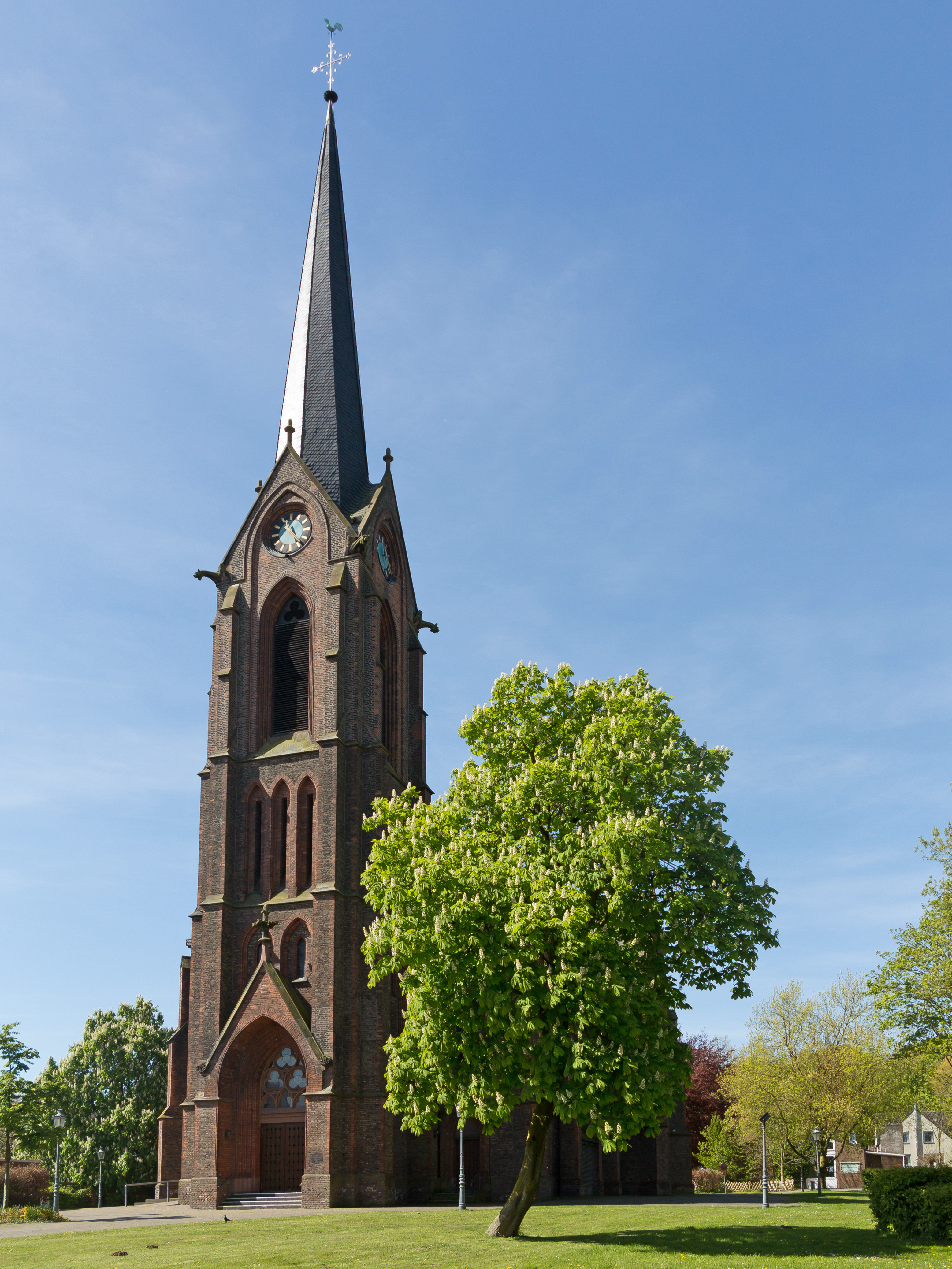
La iglesia de San Nicolas

Rheurdt es un municipio situado en el distrito de Cléveris, en el estado federado de Renania del Norte-Westfalia (Alemania), con una población a finales de 2016 de unos 6673 habitantes.
Se encuentra ubicado al noroeste del estado, en la región de Düsseldorf, cerca de la orilla del río Rin y de la frontera con Países Bajos.